# 도장포항
도장포항은 경상남도 거제시 남부면 갈곳리, 거제도 섬에 있는 어항이다. 1992년 10월 1일 지방어항으로 지정하여 관리하고 있다. 시설관리자는 거제시장이다.

## 어항 연혁
갈곶이 갈개의 서북쪽에 위치하여 학동만의 안바다로 파도가 잔잔하여 대한해협을 지나가는 배들이 쉬어가는 곳이므로 옛날 원나라와 일본 등을 무역하는 도자기 배의 창고가 있었다하여 도장포라 하였다는 구전이 있다

## 어항 시설
- 방파제 210m, 물양장 120m

## 주요 어종
- 도다리, 장어, 해삼